# Povodí Pádu
Povodí Pádu je povodí řeky 1. řádu a je součástí úmoří Jaderského moře. Tvoří je oblast, ze které do řeky Pádu přitéká voda buď přímo nebo prostřednictvím jeho přítoků. Jeho hranici tvoří rozvodí se sousedními povodími. Na západě je to povodí Rhôny a na severu povodí Rýna a povodí Dunaje, na jihu povodí menších přítoků Ligurského moře a na východě povodí menších přítoků Jaderského moře. Nejvyšším bodem povodí je s nadmořskou výškou 4808 m Mont Blanc ve Západních Alpách.

## Země v povodí
Povodí zasahuje na území 4 zemí. Tabulka uvádí rozlohy v jednotlivých zemích jak jsou uvedené v příslušných zdrojích v km².
| Země      | Cawater | AdbPo  |
| --------- | ------- | ------ |
| Itálie    | 82 200  | 71 057 |
| Švýcarsko | 4300    | [ 3 ]  |
| Francie   | 500     | [ 3 ]  |
| Rakousko  | 90      | [ 3 ]  |
| celkem    | 87 100  | 74 000 |

## Dílčí povodí
| povodí              | rozloha ha | nejvyšší bod | nadm.výška m | odtékající řeka | průtok v ústí m³/s |
| ------------------- | ---------- | ------------ | ------------ | --------------- | ------------------ |
| Povodí Addy         | 8000       | …            | …            | Adda            | 250                |
| Povodí Tanara       | 8000       | …            | …            | Tanaro          | 116                |
| Povodí Ticina       | 7200       | …            | …            | Ticino          | 319                |
| Povodí Oglia        | 6649       | …            | …            | Oglio           | …                  |
| Povodí Dory Baltey  | 4320       | …            | …            | Dora Baltea     | 163                |
| Povodí Dory Riparie | 1200       | …            | …            | Dora Riparia    | …                  |